# Saint-Louis, Haut-Rhin
Saint-Louis là một xã trong tỉnh Haut-Rhin, thuộc vùng Grand Est của nước Pháp, có dân số là 19.961 người (thời điểm 1999).

## Thông tin nhân khẩu
| 1962   | 1968   | 1975   | 1982   | 1990   | 1999   |
| ------ | ------ | ------ | ------ | ------ | ------ |
| 12 378 | 14 845 | 18 007 | 18 682 | 19 547 | 19 961 |

## Các thành phố kết nghĩa
- Vieux-Brisach, Đức